# Anisodes flaviversata
Anisodes flaviversata là một loài bướm đêm trong họ Geometridae.